# Terraza de Brühl

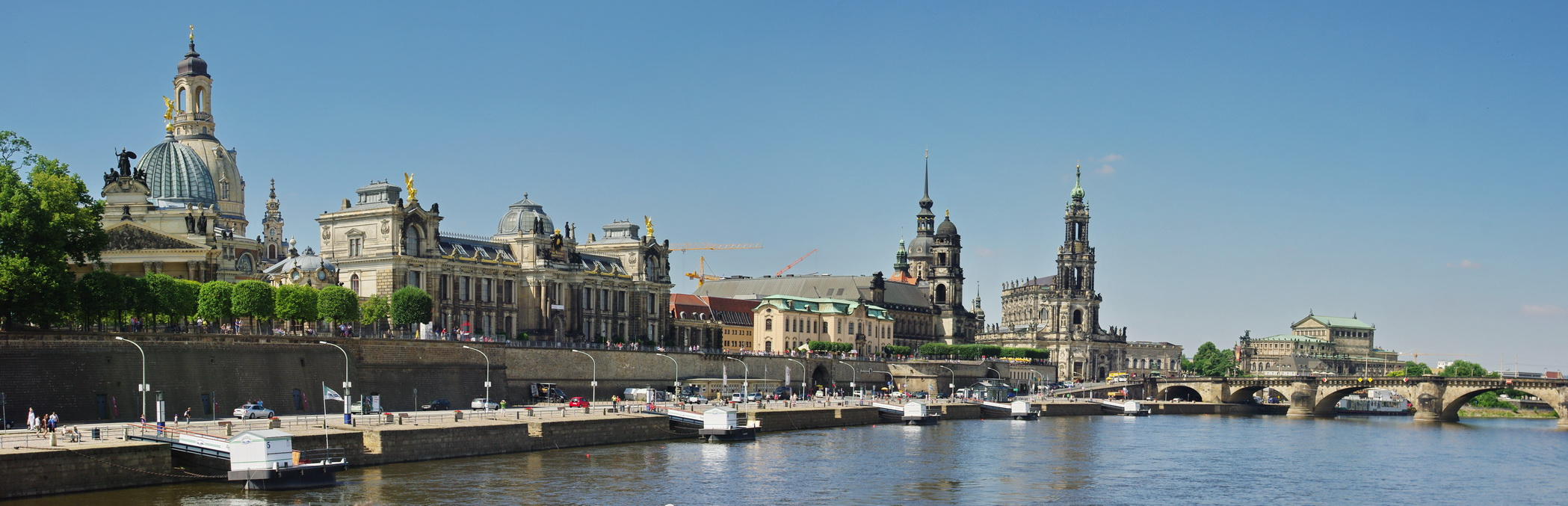
Terraza de Brühl.

La terraza de Brühl (en alemán Brühlsche Terrasse) es un conjunto arquitectónico y atracción turística de la ciudad alemana de Dresde.  Se encuentra en el centro de la ciudad, en el casco histórico, y se extiende unos 500 metros a lo largo del Elba, entre los puentes de Augusto y de Carola. Justo al otro lado del río está la sede del Ministerio de Finanzas del estado de Sajonia. El acceso occidental a la terraza se realiza a través de unas escaleras que dan a la denominada "plaza del palacio".
Desde comienzos del siglo XIX, a la terraza de Brühl se le conoce también en ocasiones como “el balcón de Europa”.

## Historia y significado del lugar
Como parte de las fortificaciones de Dresde, la terraza de Brühl se construyó en el siglo XVI. El nombre hace referencia al conde Heinrich von Brühl, quien creó a partir de 1737 las llamadas glorias de Brühl (galería, biblioteca, mirador, palacio) en la fortaleza por Johann Christoph Knöffel y el jardín con pabellón. Debido al desarrollo de la región, la terraza perdió su importancia militar. En 1747, el príncipe elector sajón le dio la terraza entera como regalo por la innovadora introducción de un impuesto de accisa, un precursor del IVA. 
En 1814, el príncipe ruso Nikolai Grigoryevich Repnin-Wolkonski, que era gobernador general del entonces ocupado reino de Sajonia después de la derrota de Sajonia en la batalla de Leipzig, ordenó que la terraza fuera accesible al público. El arquitecto Gottlob Friedrich Thormeyer recibió el encargo de construir un tramo de escaleras, realizadas en 1814, originalmente con dos leones de arenisca de Christian Gottlieb Kühn. La calle que discurre por debajo de la terraza de Brühl (llamada Terrassenufer) data de 1820.
En 1843, el arquitecto Woldemar Hermann creó un acceso mejor a la terraza desde la gran Fischergasse (desde 1849 Münzgasse) y en 1890/1794 se hizo otro desde la Georg-Treu-Platz basado en un diseño de Constantin Lipsius. Los antiguos edificios de Brühl tuvieron que ceder el paso a los edificios actuales a finales del siglo XIX/principios del siglo XX. En 1873 la terraza se amplió hacia Münzgasse y en 1900 por el callejón Brühl.

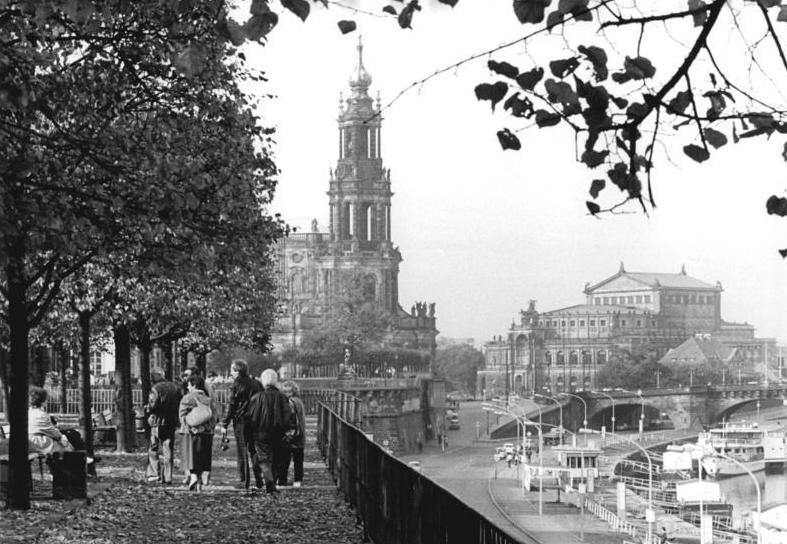
Terraza de Brühl en 1987.

El conjunto arquitectónico resultó totalmente destruido en febrero de 1945 por efecto de los bombardeos aliados hacia el final de la Segunda Guerra Mundial. En la actualidad está reconstruida, de modo que vuelve a tener la apariencia original.
Hoy día, la terraza de Brühl es, desde el punto de vista turístico, uno de los puntos más importantes de Dresde junto a la Frauenkirche, la Hofkirche y los edificios de Theaterplatz (esto es, el Zwinger y la Semperoper), todos ellos muy cercanos entre sí.
En el club estudiantil Bärenzwinger, próximo al monumento de Johann Friedrich Böttger, se puede ver una huella dactilar en la barandilla de los jardines de la terraza. Se dice que dicha huella la dejó allí el monarca sajón Augusto el Fuerte, lo cual sería una prueba del poderío físico que se le atribuye (esta es sólo una de las múltiples leyendas que rodean la figura de este rey; según una de ellas, habría sido el padre de 365 hijos).

## Elementos de la terraza
- Ständehaus (casa de juntas) de Sajonia, de Paul Wallot.
- Monumento al escultor neoclasicista Ernst Rietschel, obra de Johannes Schilling.
- Sekundogenitur (literalmente “segundogénito”). Su nombre se debe a que hasta 1931 alojó la biblioteca y la colección de grabados en cobre del hermano menor del príncipe heredero.
- Edificio de la Academia de las Artes Gráficas de Dresde.
- Monumento a Gottfried Semper (arquitecto de la Semperoper), obra de Johannes Schilling.
- Jungfernbastei (bastión de las vírgenes, en la antigua fortificación de Dresde, cuyas casamatas fueron adornadas por el artista Johann Friedrich Böttger). A menudo también llamado "bastión de Venus", su nombre proviene de un término coloquial utilizado en alemán antiguo para referirse a una mujer virgen.
- Moritzmonument. Columna dórica del siglo XVI construida en recuerdo del príncipe elector Mauricio de Sajonia, que reinó entre 1547 y 1553.
- Bärenzwinger (literalmente “domador de osos”). Su origen se remonta a las obras de ampliación de la muralla de Dresde (siglo XVI). Actualmente, es sede de una asociación estudiantil.
- Hofgärtnerhaus (“casa del jardinero real”)
- Albertinum
- Fuente del delfín.
- Monumento a Johann Friedrich Böttger
- Junto a las escaleras, el conjunto escultórico denominado Vier Tageszeiten (las cuatro horas del día). Terminadas en 1868, estas figuras alegóricas le valieron a Johannes Schilling el primer premio en la Exposición de Arte de Viena de 1869.

## Galería

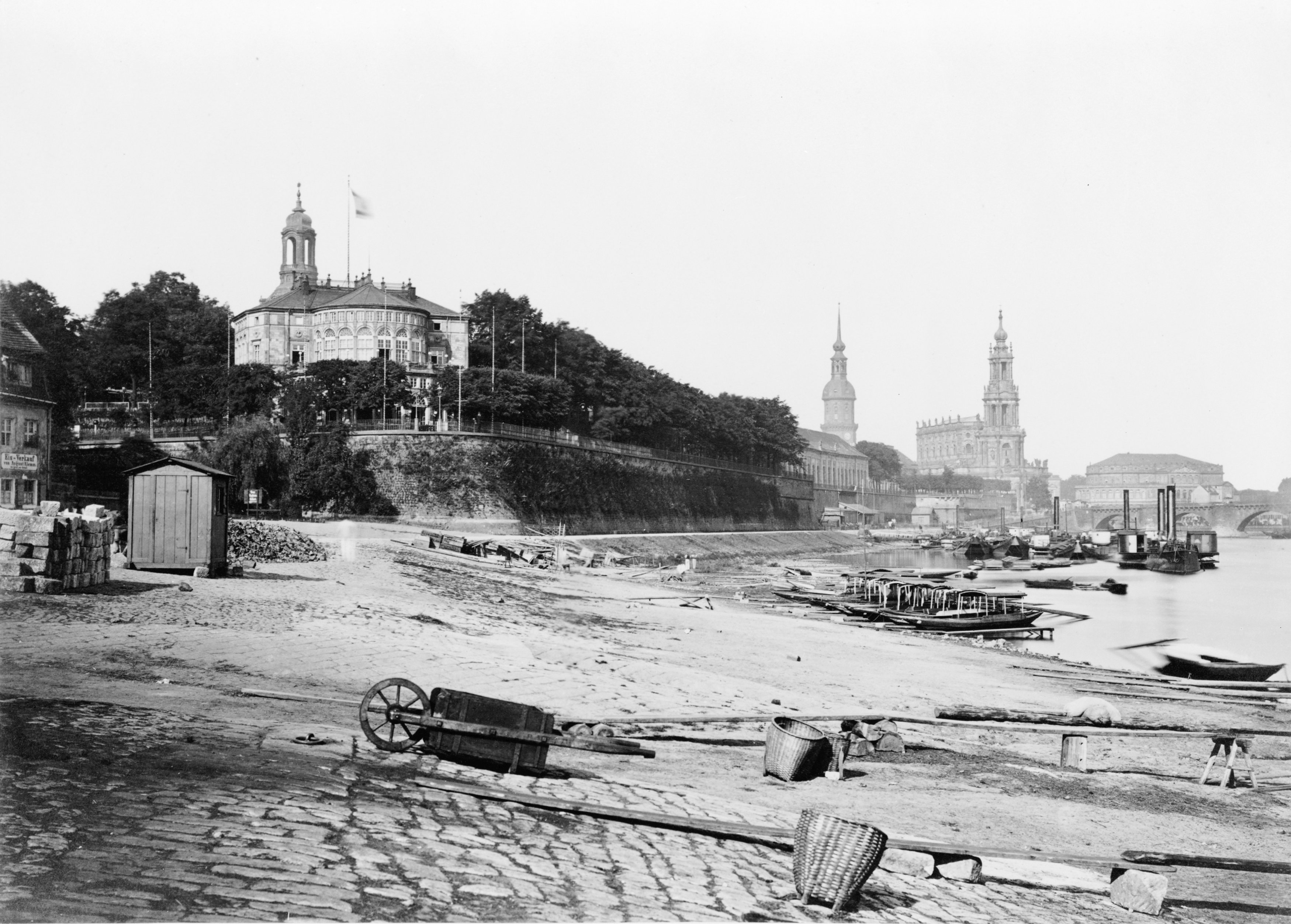
Vista del Jungfernbastei en los años 1860
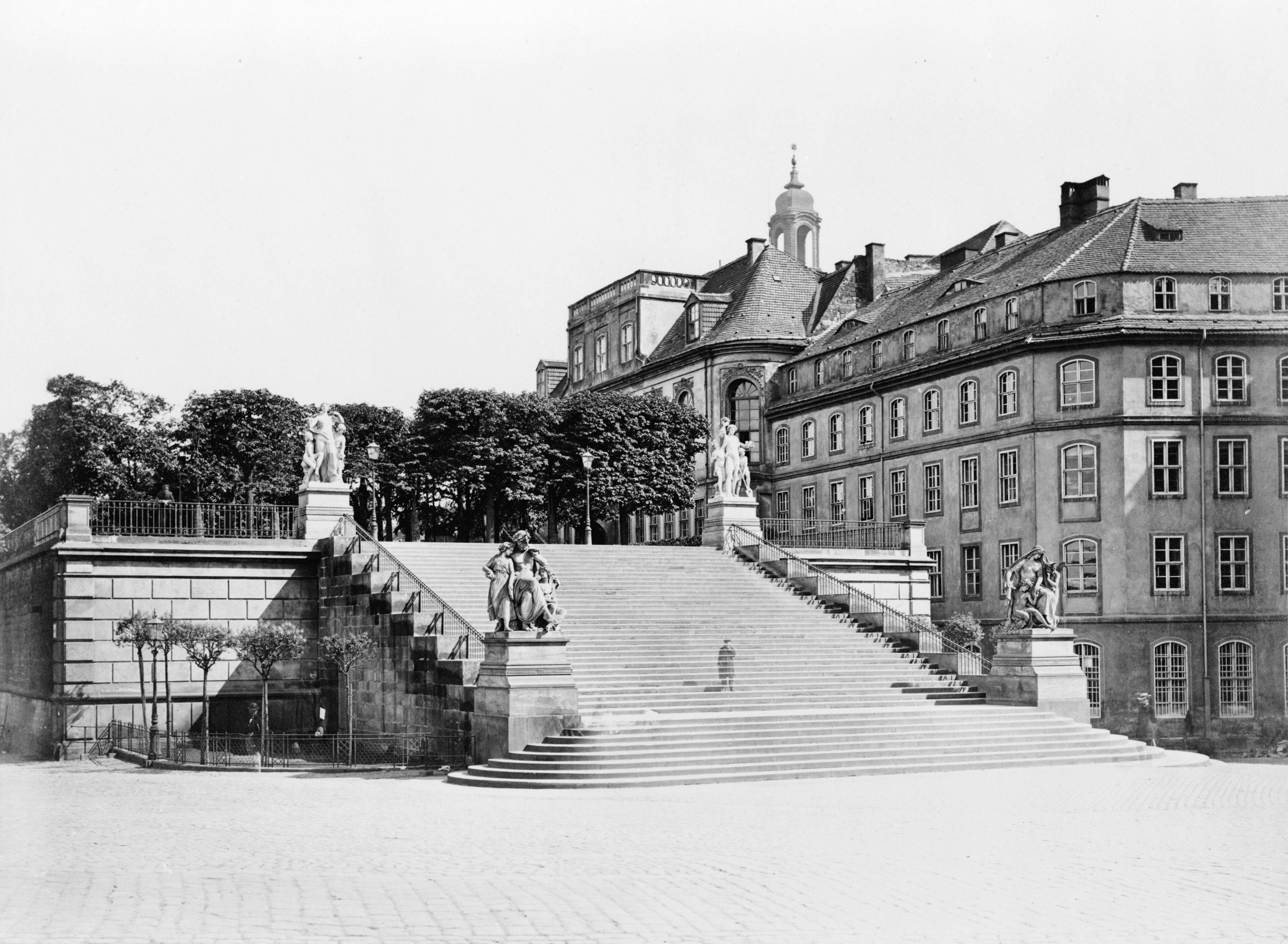
Acceso a la terraza de Brühl hacia 1880
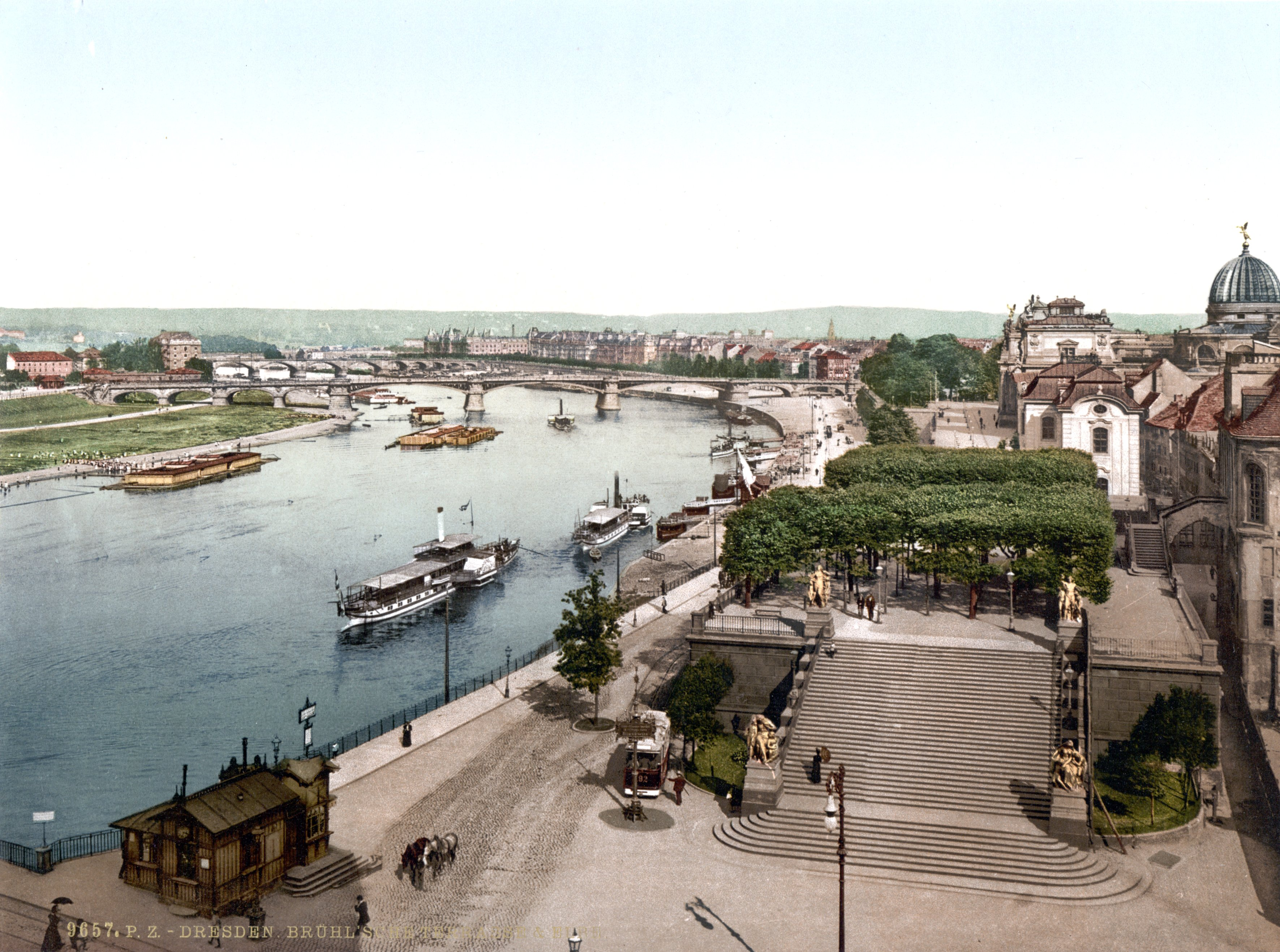
Terraza de Brühl hacia 1900